# Перепись населения Узбекистана (2023)
Пе́репись населе́ния Узбекиста́на — первая в истории независимого Узбекистана всеобщая перепись населения, проведение которой предварительно запланировано на 2026 год. Узбекистан не проводил перепись с 1989 года, когда СССР провёл последнюю в своей истории перепись населения.

## История
По нормам ООН перепись населения в каждой стране должна проходить каждые 10 лет. Исходя из этих нормативов, Узбекистан должен был провести следующую перепись в 1999 году, но перепись не была организована.
В конце 2017 года председатель Госкомстата Узбекистана Баходир Бегалов заявил, что страна готова провести перепись населения в 2020 году. 5 февраля 2019 года президент Узбекистана Шавкат Мирзиёев утвердил указом концепцию проведения переписи населения в 2022 году.
16 марта 2020 года президент Узбекистана Шавкат Мирзиёев подписал закон «О переписи населения», которая регламентирует порядок проведения переписи, её цели и задачи. 24 августа 2020 года было объявлено, что перепись пройдёт с 1 по 25 ноября 2022 года, а проведение пробной переписи запланировано на 2021 год в эти же дни. С целью облегчения проведения переписи населения было принято решение, что с 1 августа 2021 по 1 декабря 2022 года прекращается изменение административно-территориального деления республики, а также переименование топонимических объектов.
11 ноября 2020 года в связи с пандемией COVID-19 перепись населения перенесена на 2023 год согласно постановлению Кабинета министров № 710.
Пробную перепись населения планируют провести в Ходжаабадском районе Андижанской области, Юкоричирчикском районе Ташкентской области, городе Хива в Хорезмской области и Яшнабадском районе Ташкента.
В 2023 году перепись не состоялась. Об очередном переносе власти не объявили.
Перепись населения в Узбекистане запланирована на 2026 год. Первая демографическая перепись за годы независимости может быть проведена с 15 июля по 21 августа 2026 года.